# Sławomir Tkaczyk
Sławomir Tkaczyk (ur. 2 maja 1957 roku) – polski komandor, morski dyplomowany oficer trałowców oraz magister inżynier techniki nawigacji. Od  1976 do 2007 roku służył w Wojsku Polskim, dowodził  ORP "Pelikan", ORP "Albatros" i 13 dywizjonem Trałowców. Do momentu rozformowania 9 Flotylli Obrony Wybrzeża pod koniec 2006 roku był w niej zastępcą dowódcy.

## Służba wojskowa
Sławomir Tkaczyk urodził się 2 maja 1957 roku w Sobowidzu. W latach 1976–1981 ukończył studia na Wydziale Nawigacji i Uzbrojenia Okrętowego Wyższej Szkoły Marynarki Wojennej im. Bohaterów Westerplatte w Gdyni, uzyskując tytuł zawodowy magistra inżyniera nawigatora statku morskiego. Jest również absolwentem Akademii Marynarki Wojennej ZSRR im. Marszałka Klimenta Woroszyłowa w Leningradzie (1988–1990).
Na pierwsze stanowisko służbowe – dowódcy działu okrętowego III broni podwodnej – skierowano go na trałowiec bazowy projektu 206F ORP "Pelikan" w 13 dywizjonie Trałowców w Helu (9 Flotylla Obrony Wybrzeża im. Kontradmirała Włodzimierza Steyera). W 1983 roku został zastępcą dowódcy okrętu, a po kolejnych dwóch latach dowódcą okrętu na tej jednostce pływającej. Jeszcze w 1985 roku objął funkcję oficera w sztabie 13 dywizjonu Trałowców, natomiast od 1987 roku dowodził bliźniaczym okrętem "Pelikana" – ORP "Albatrosem". Po powrocie do Polski w 1990 roku wyznaczono go starszym oficerem Wydziału Operacyjnego w Sztabie 9 Flotylli Obrony Wybrzeża w Helu. Następnie był kolejno szefem sztabu (1991 rok), p.o. dowódcą (1991–1992) i dowódcą 13 dywizjonu Trałowców (1992–1996).
Od 1996 do 2002 roku służył w Dowództwie Marynarki Wojennej w Gdyni jako zastępca dowódcy Stanowiska Dowodzenia Marynarki Wojennej, po czym na skutek zmian organizacyjnych objął stanowisko szefa Sztabu Centrum Operacji Morskich w Gdyni. W 2003 roku został zastępcą dowódcy Centrum Operacji Morskich. W latach 2004–2006 zajmował posadę zastępcy dowódcy 9 Flotylli Obrony Wybrzeża, w tym przez kilka miesięcy w 2005 roku był p.o. dowódcą 9 Flotylli Obrony Wybrzeża. 31 stycznia 2007 roku odszedł do rezerwy, został pożegnany przez dowódcę Marynarki Wojennej adm. floty Romana Krzyżelewskiego.

## Awanse
- podporucznik marynarki – 1980
- porucznik marynarki – 1983
- kapitan marynarki – 1987
- komandor podporucznik – 1992
- komandor porucznik – 1995
- komandor – 2000

## Odznaczenia
- Krzyż Kawalerski Orderu Odrodzenia Polski
- Złoty Krzyż Zasługi
- Złoty Medal "Siły Zbrojne w Służbie Ojczyzny"
- Srebrny Medal Siły Zbrojne w Służbie Ojczyzny
- Brązowy Medal Siły Zbrojne w Służbie Ojczyzny
- Złoty Medal "Za Zasługi dla Obronności Kraju"